# Limony
Limony é uma comuna francesa na região administrativa de Auvérnia-Ródano-Alpes, no departamento de Ardèche. Estende-se por uma área de 7,22 km². Em 2010 a comuna tinha 786 habitantes (densidade: 108,9 hab./km²).